# Lashio (stad)

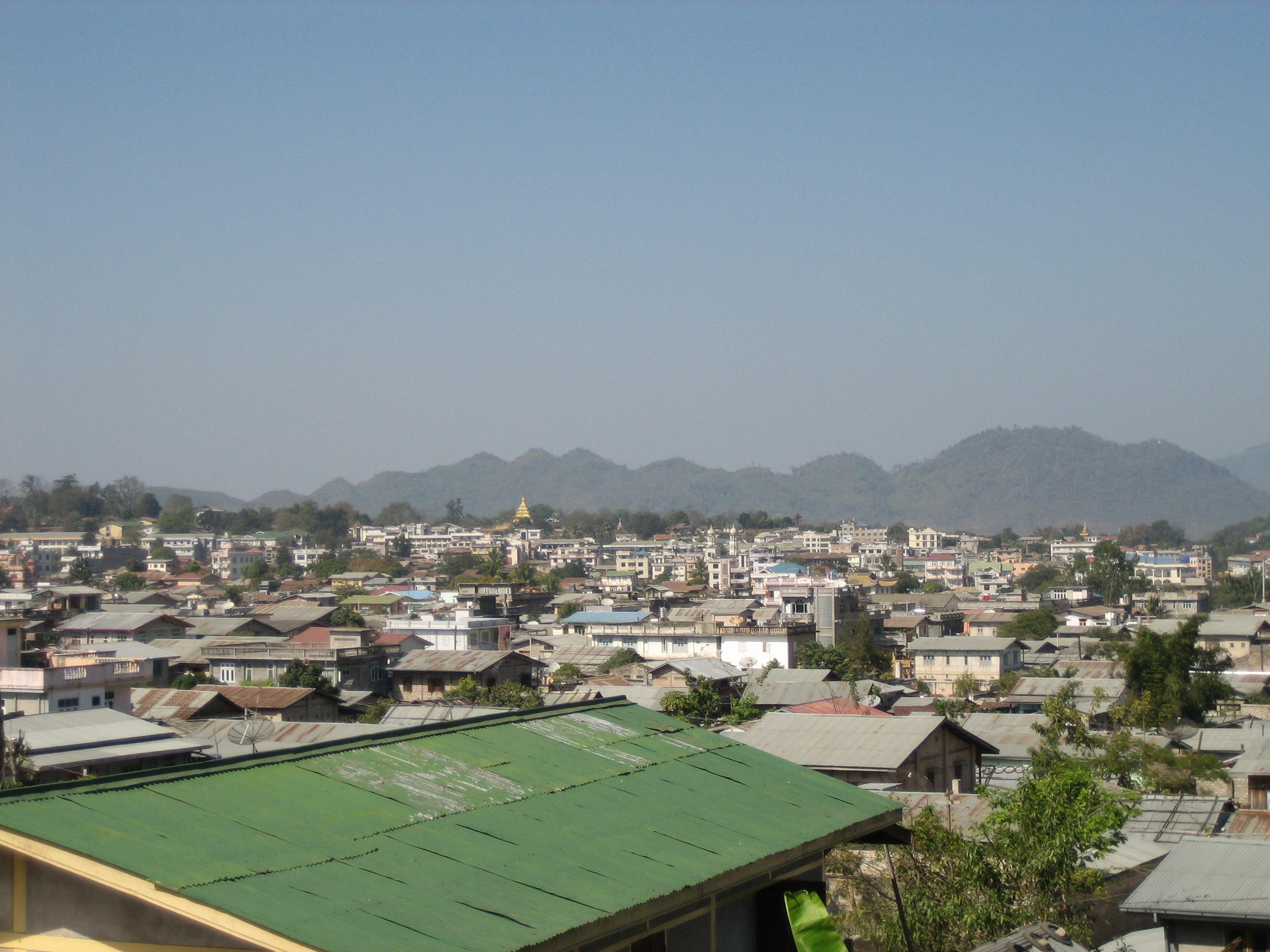
Zicht op Lashio.

Lashio (Birmaans: လားရှိုးမြို့; MLCTS: la: hrui: mrui. [láʃó mjo̰]; Shan: ဝဵင်းလႃႈသဵဝ်ႈ [weŋ˥ laː˧˧˨ sʰeu˧˧˨]) is de grootste stad in het noorden van de deelstaat Shan, Myanmar, ongeveer 200 kilometer ten noordoosten van Mandalay. Het ligt op een lage berguitloper die uitkijkt over de vallei van de Yaw-rivier.  
Lashio ligt aan de Birmaweg, die Myanmar verbindt met China.  Het station van Lashio is het eindpunt van de spoorlijn en de weg naar Mandalay, op 286 km afstand. De stad heeft ook een luchthaven.